# Maiçor

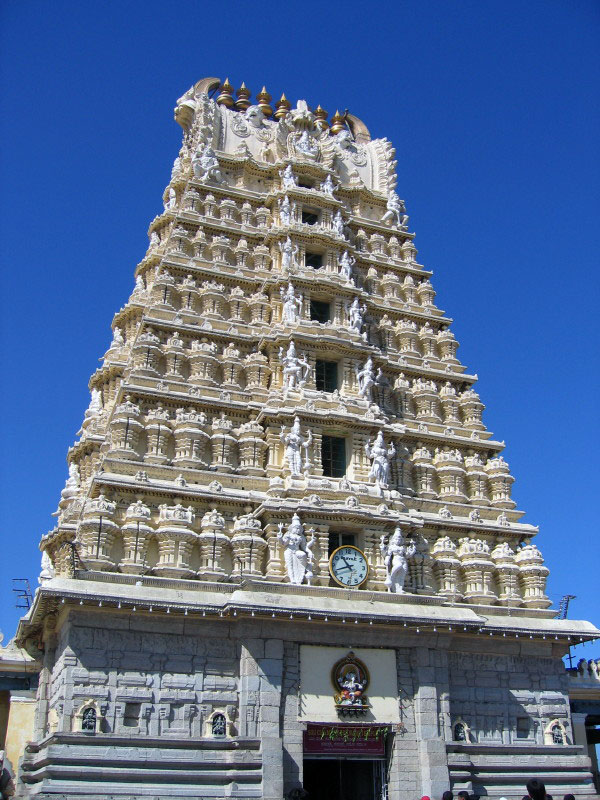
Um dos templos existentes em Maiçor

Maiçor (em canarês: Maisuru; em inglês: Mysore) é uma cidade do estado de Carnataca, na Índia. Localiza-se no sul do país. Tem cerca de 920 mil habitantes. Foi capital do estado até 1947, até ser substituída por Bangalor, como permanece até hoje.